# Авроры
Авроры (лат. Euchloe) — род дневных бабочек семейства Белянки (Pieridae).

## Описание
Представители обоих полов белые с хорошо заметным продолговатым дискальным пятном и крупным апикальным пятном, содержащим внутри белые мазки. Низ заднего крыла с яркими желто-серыми полями и линиями на белом фоне, образующими тонкий мраморный рисунок.

## Распространение
Большинство видов встречается в Европе и Северной Америке. Большинство видов являются эндемиками и имеют весьма узкие ареалы.
Четыре из них обитают на территории России. Зорька наина (Euchloe naina) и Зорька Креуса (Euchloe creusa) встречаются от Алтая до Чукотки. Ареал Зорьки белой, или Белянки Авзонии (Euchloe ausonia) простирается по югу Европы, Средней полосе России, захватывает Крым, Кавказ, Урал, Казахстан и Среднюю Азию.

## Виды
Подрод Euchloe Hübner, 1819:

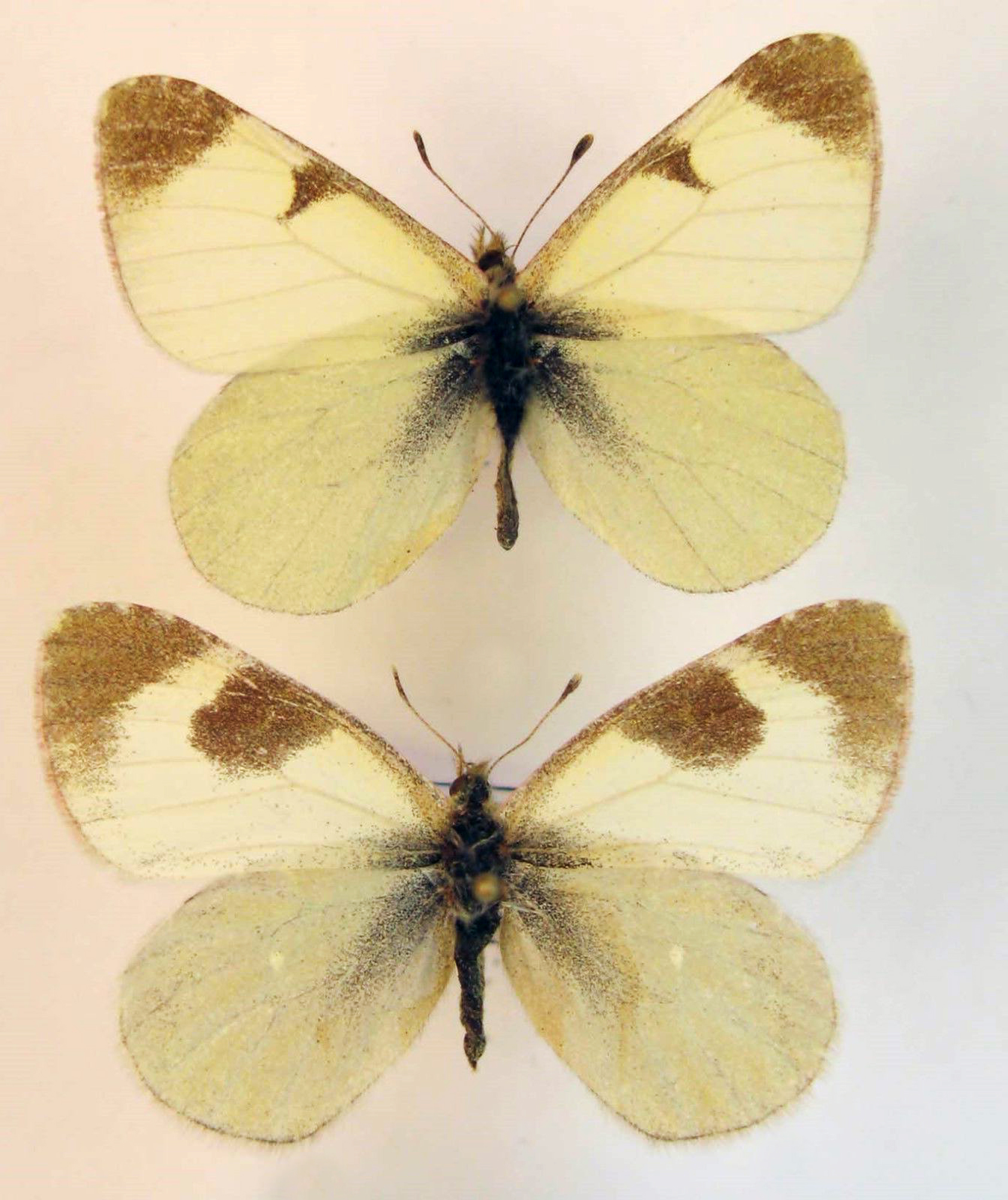
Euchloe tomyris

- Euchloe ausonia (Hübner, [1803-1804])
- Euchloe ausonides (Lucas, 1852)
- Euchloe belemia (Esper, 1800)
- Euchloe crameri Butler, 1869
- Euchloe creusa (Doubleday, [1847])
- Euchloe daphalis (Moore, 1865)
- Euchloe insularis (Staudinger, 1861)
- Euchloe naina Kozhanchikov, 1923
- Euchloe ogilvia Back, 1990
- Euchloe orientalis (Bremer, 1864)
- Euchloe pulverata (Christoph, 1884)
- Euchloe simplonia (Freyer, 1829)
- Euchloe tagis (Hübner, [1803-1804])

Подрод Elphinstonia Klots, 1930:
- Группа видов charlonia
  - Euchloe bazae Fabiano, 1993
  - Euchloe charlonia (Donzel, 1842)
  - Euchloe lucilla Butler, 1886
  - Euchloe transcaspica (Staudinger, 1891)
  - Euchloe penia (Freyer, 1852)

- Группа видов tomyris
  - Euchloe lessei Bernardi, 1957
  - Euchloe tomyris Christoph, 1884
  - Euchloe ziayani Leestmans & Back, 2001

- Incertae sedis:
  - Euchloe aegyptiaca Verity, 1911
  - Euchloe falloui (Allard, 1867)
  - Euchloe guaymensis Opler, 1986
  - Euchloe hyantis (Edwards, 1871, иногда E. creusa)
  - Euchloe lotta Beutenmüller, 1898
  - Euchloe olympia (Edwards, 1871)